# 東部州 (ケニア)

東部州の位置

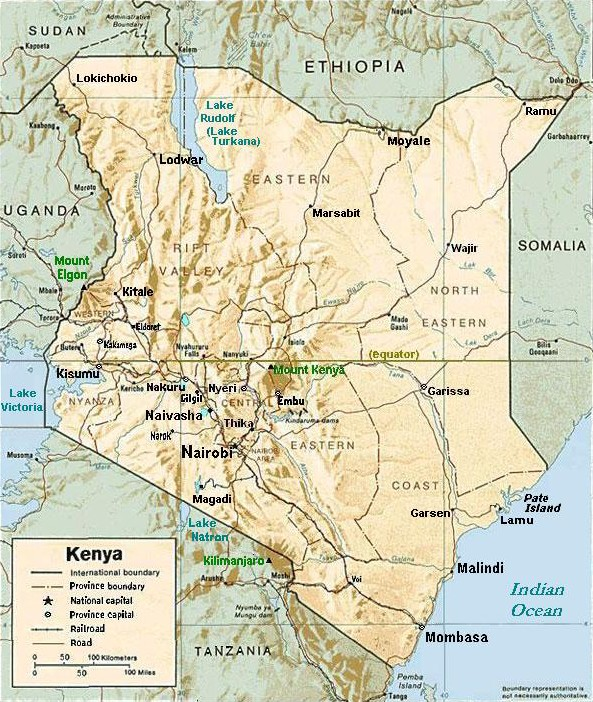
州都エンブはケニア山南麓に位置する

東部州（とうぶしゅう、スワヒリ語：Mkoa wa Mashariki）は、ケニア中部の州。
州都はエンブ。
2009年の人口は566万8123人。

## 人口
- 1979年8月24日：271万9851人
- 1989年8月24日：376万8677人
- 1999年8月24日：463万1779人
- 2009年8月24日：566万8123人[1]

## 隣接州
- 北：オロミア州
- 東：北東州
- 南東：海岸州
- 西：ナイロビ州
- 西：中央州
- 西：リフトバレー州
- 北西：南部諸民族州

## 地理
- 北部：チャルビ砂漠
- 中西部：ケニア山
- 北西：トゥルカナ湖

気候はやや乾燥地帯である。
面積は15万3404km2で2番目に広い。

## 住民
主な住民はクシ系のオロモ族、レンディレ族、バントゥー系のカンバ族、エンブ族、メルー族などである。
2005年7月にエチオピア内戦の余波でオロモ系の民族間で虐殺事件が起きた。

## 地域区分
| 番号 | カウンティ名 | スワヒリ語    | 面積(km2) | 2009年の人口 | 政府所在地   |
| ---- | ------------ | ------------- | --------- | ------------ | ------------ |
| 10   | マルサビット | Marsabit      | 66,923.1  | 291,166      | マルサビット |
| 11   | イシオロ     | Isiolo        | 25,336.1  | 143,294      | イシオロ     |
| 12   | メルー       | Meru          | 6,930.1   | 1,356,301    | メルー       |
| 13   | タラカ＝ニシ | Tharaka-Nithi | 2,409.5   | 365,330      | カスワナ     |
| 14   | エンブ       | Embu          | 2,555.9   | 516,212      | エンブ       |
| 15   | キツイ       | Kitui         | 24,385.1  | 1,012,709    | キツイ       |
| 16   | マチャコス   | Machakos      | 5,952.9   | 1,098,584    | マチャコス   |
| 17   | マクエニ     | Makueni       | 8,008.9   | 884,527      | ウォテ       |

## 主要都市(2009年の人口)
- マヴォコ：11万396人
- イシオロ（英語版）：4万4154人
- マチャコス：4万1917人
- メルー（英語版）：3万8833人
- エンブ（英語版）：3万5736人(州都)
- モヤレ：2万7943人
- キツイ（英語版）：2万419人
- ムウィンギ（英語版）：1万5970人
- マウア（英語版）：1万5536人
- マルサビット（英語版）：1万4907人
- カングンド（英語版）・タラ（英語版）：1万3356人
- マトゥー（英語版）：1万804人

## 脚註
1. ↑  City Population[リンク切れ](閲覧日：2016年9月22日)
2. ↑  グレン・テイラー「取り残された大地と虐殺事件の余波」JANJAN/IPS, 2005年8月13日。